# 김수진 (바둑 기사)
김수진(金秀眞, 1987년 5월 18일 ~ )은 대한민국의 바둑 기사이다. 김대희과 남매 사이이다.

## 약력
대전에서 태어나 안관욱의 문하생으로 2001년 입단하였다. 2003년 제2회 정관장배 세계여자바둑선수권대회 본선, 2004년 제6기 여류명인전 본선, 2005년 제7기 여류명인전과 제11기 프로여류국수전 본선에 각각 진출했다. 2009년 5월에 3단으로 승단하였다. 2010년 제4기 지지옥션배 본선에 진출했고, 2011년 제13기 여류명인전 본선에 올랐다. 2016년 제21회 프로여류국수전 본선에 진출했으며 4단으로 승단했다. 2017년 제22기 프로여자국수전 본선에 올랐으며 5단으로 승단했다. 2018년 엠디엠 한국여자바둑리그 본선에 진출했다.
2021년 6단으로 승단했다.